# Невољане
Невољане (алб. Nevolan) је насеље у општини Вучитрн на Косову и Метохији. Према попису становништва на Косову 2011. године, село је имало 1.366 становника, већину становништва чине Албанци.

## Географија
Село је у долини Невољанске (Брусничке) реке, већим делом на њеној левој страни. Разбијеног је типа. Дели се у Доњу и Горњу махалу или у Доње и Горње Невољане. Доње Невољане, у коме су живели Срби, неосетно је разбијено, док је разбијеност Горњег Невољана осетнија. Удаљење између ова два сеоска дела износи 0,5 km.

## Историја
Најстарији српски родови у селу потичу са почетка 19. века, док су два рода арбанашког језика и у исламу старија од њих. Представљају се старинцима и истичу српско порекло.

## Порекло становништва по родовима
Породице које су живеле у село Невољане:
Поисламљени и поарбанашени Срби
- Имеровић (6 к.) и Ватоц (4 к.). Сматрају се и сматрају их за старинце. Поисламљивање Ватоца према набрајању муслиманских појасева пада око 1760. Ти су појасеви у 1934. (од поисламљавања) били: Бехрам, Алија, Реца, Зећир, Реџеп (80 година). Имеровићи су ушли у фис Гаш, а Ватоц у Красниће.

Арбанашки родови
- Ковач (3 к.), од фиса Гаша. Старином из Сев. Албаније, а досељен око 1860. из Срдевца у Дреници, где још има свој род. Појасеви од досељења: Адем, Исен, Селман (55 година). Првобитно био чифчија у Имеровића, па доцније купио од њих земљу. Ту су земљу Ковачи 1914. продали адвокату Нешковићу из Београда да би се иселили у Турску. Како се због насталог рата нису иселили, то су отада, односно од свршетка првог светског рата били чифчије у поменутог адвоката.
- Планалије (3 к.), од фиса Тсача,
- Бековић или Трбуј (1 к.), од фиса Краснића, и
- Сагојева (1 к.), од фиса Мзи, доселели 1878. као мухаџири из В. Плане, Трбуње и Сагоњева у Топлици.

Српски родови
- Чичибаба (2 к., Ђурђевдан). Досељени почетком 19. века из Старог Колашина.
- Илићи (3 к., Св. Никола). Досељени кад и Чичибабе, само се не зна одакле.
- Ћосовићи (2 к., Петковдан). Досељени из Старог Колашина око 1830.
- Леповићи (1 к., Петковдан). Исто из Старог Колашина око 1840.
- Пантићи (2 к., Јован Златоусти). Досељени из Кориља (Косовска Митровица) око 1860.
- Дробњаци (1 к., Ђурђевдан). Пресељени око 1800. из истоименог рода у Врници.
- Марковићи (4 к., Св. Кирик). Пореклом су из Црне Горе. Живели су у Валачу (северно од Косовске Митровице), одакле су се око 1870. доселили у Ресник, где су живели око 30 година. Одатле прешли у Гојбуљу и после три године у Невољане. У Валчу су имали своју земљу коју су продали браћи, иначе свуда били чифчије.

Аутоколонисти
- Цвикић (1 к.) 1925. из Грубоша (Лика).
- Пакевић (1 к.) 1925. из Васиљевице (Куршумлија); пореклом из Куча.
- Драгојевић (1 к.) 1926. из Краља (Андријевица).

Колонисти:
- Вековић (1 к.) 1920. из Лушца (Иванград).
- Пауновић (1 к.), Лачковић (3 к.), Миличковић (1 к.) и Бољевић (1 к.) 1922. из Пипера.
- Ивановић (1 к.) 1922. из Лалевића (Даниловград).
- Лакић (1 к.) 1922. из Лакића Куле (Даниловград).
- Перчевић (1 к.) из Косовог Луга (Даниловград).
- Павићевић (1 к.) 1922. из Јеленца (Даниловград).
- Велимировић (1 к.) 1922. из Загарача (Подгорица).
- Вучинић (1 к.) 1922. из Церове Папрати (Никшић).
- Мирић (1 к.) 1922. нз Кадикоћа (Гацко).
- Лазовић (6 к.) 1922. из Рисна (Бока).
- Дракулић (1 к.) 1922. из Коренице (Лика).

## Демографија
| Демографија | Демографија | Демографија |
| Година      | Становника  | Становника  |
| ----------- | ----------- | ----------- |
| 1948.       | 612         |             |
| 1953.       | 699         |             |
| 1961.       | 758         |             |
| 1971.       | 982         |             |
| 1981.       | 1.166       |             |
| 1991.       | 1.311       |             |
| 2011.       | 1.366       |             |

### Становништво по националности
| Националност     | Број  | %     |
| Албанци          | 1,364 | 99.85 |
| Бошњаци          | 1     | 0.07  |
| Непознато/Остало |       |       |

Према попису из 2011. године, Албанци чине 99,85% популације.